# Zimmermannsstek

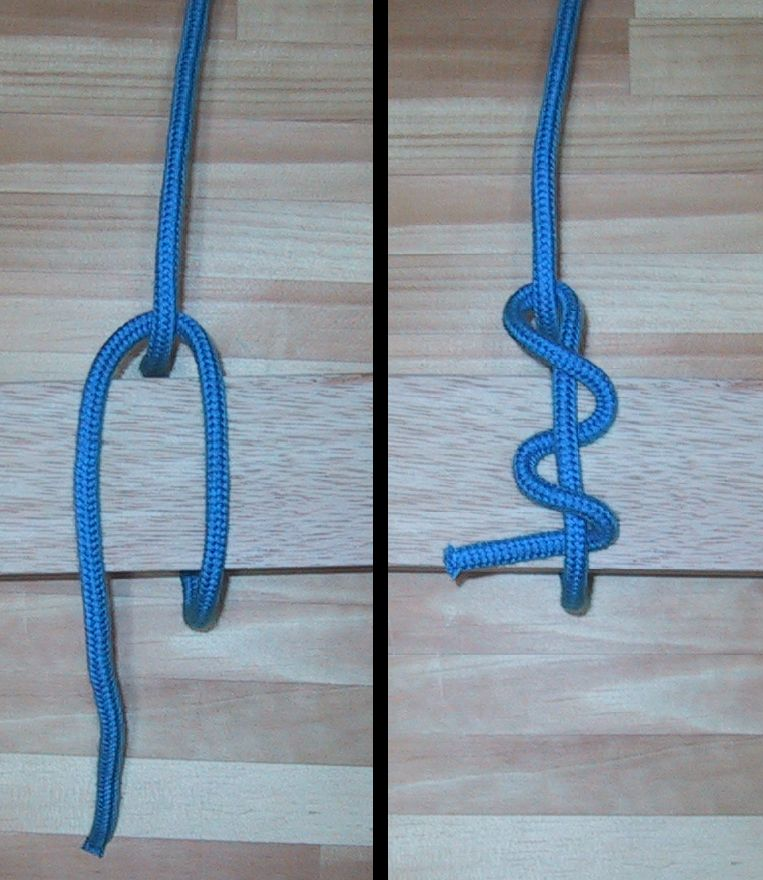
Zum Knüpfen des Zimmermannssteks wird das Arbeitsende zwei- bis dreimal um sich selbst gewunden.

Der Zimmermannsstek (auch Zimmermannsschlag oder Zimmermannsklank)  wird zum Anheben oder Ziehen von langen Objekten wie Kanthölzern, Brettern und Rundhölzern verwendet. Bei Musikinstrumenten wird er auch verwendet, um die Saiten zu spannen.
Das Seil wird einmal um das Objekt geschlungen. Das lose Seilende wird dann um das feste Ende herumgeführt und schließlich wenigstens zwei- bis dreimal um sich selbst geschlungen.

## Anwendung
Unter Last zieht sich der Knoten zu und hält die Last durch die nun wirkende Seilreibung. Der Knoten hält nur auf Zug, er löst sich wenn die Last abgelegt wird. Durch den großen Winkel zwischen Tragseil und verdrehter Schlaufe wird die Reißfestigkeit des Seiles (Knotenfestigkeit) deutlich verringert.

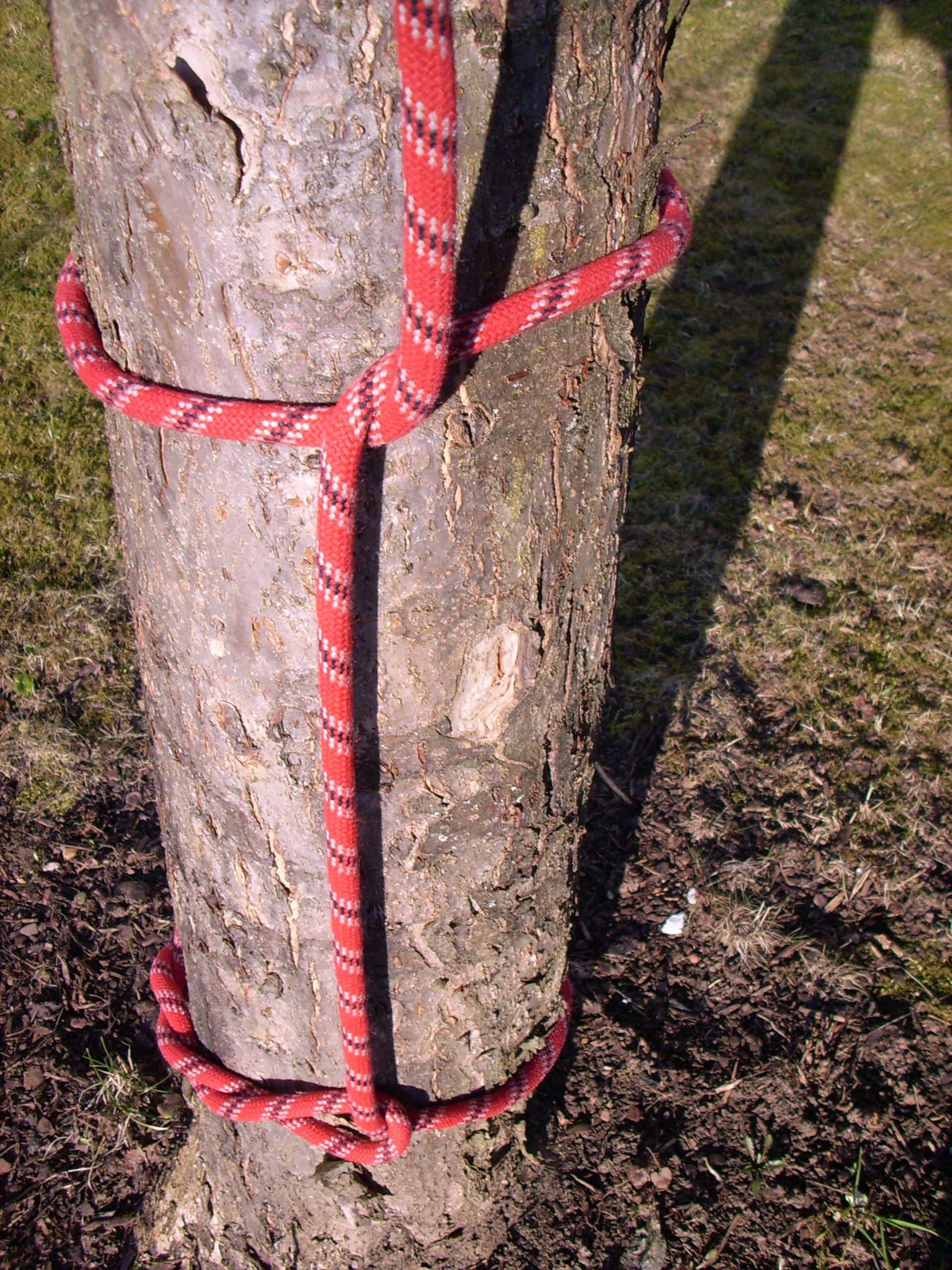
Balkenstek: Kombination von Zimmermannsstek und einem Halben Schlag (der Zimmermannsstek ist unten im Bild)

.

### Bauhandwerk
Auf dem Bau und von Zimmerleuten werden Balken oder Rundhölzer unten mit dem Zimmermannsstek befestigt und oben mit einem halben Schlag (Nasenband) gesichert. Dieser wird ein Stück entfernt vom Knoten in Zugrichtung angebracht.
Diese Kombination von Zimmermannsstek und Halbem Schlag wird dann Balkenstek genannt.
Die Sicherheit und Stabilität wird dadurch bei besonders langen Objekten gewährleistet. So können sie mit einer Leine senkrecht hochgezogen werden.

### Forstwirtschaft
Der Zimmermannsschlag wird von Forstarbeitern auch zum Holzrücken verwendet.

### Seilbrücke
Beim Bau von Seilbrücken diente er früher zur Befestigung des Tragseiles am Baum. Heute wird das Tragseil wegen der besseren Reißfestigkeit zur Befestigung mehrmals um den Baum gewickelt und dann gesichert.

### Feuerwehr
Bei der Feuerwehr wird er beispielsweise am Saugkorb der Saugleitung befestigt oder zum schnellen Aufziehen von Werkzeugen verwendet und Zimmermannsschlag, Zimmermannsstich oder Zimmermannsklank genannt.

### Bogenschießen
Im traditionellen Bogenschießen wird die Bogensehne vom Typ einseitiger Flämischer Spleiß häufig mit dem sogenannten Bogenbauerknoten am Bogenende befestigt. Dabei handelt es sich um einen Zimmermannsstek.

### Musikinstrumente

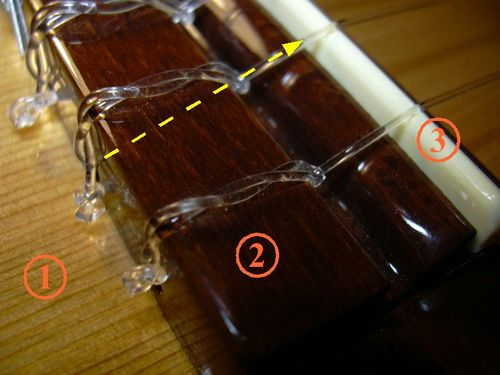
Zimmermannsstek an einer Gitarre (als Gitarrenknoten)

Bei der klassischen Gitarre wird der Zimmermannsschlag (besser bekannt als Gitarrenknoten) zum Befestigen der Saiten auf dem Saitenhalter verwendet.

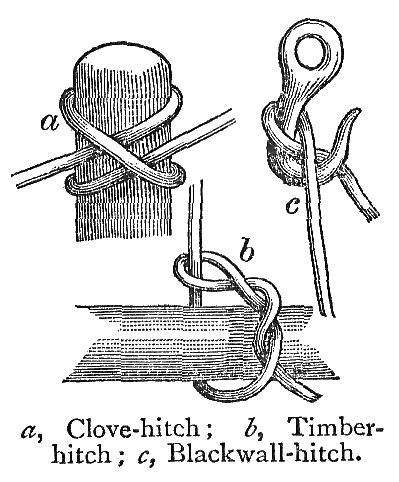
a) Webleinstek, b) Zimmermannsstek, c) Nackenschlag

### Fischerei
Ein Muringstein ist ein Ankerersatz. Der Muringsteinstek wurde benutzt um Hummerkörbe, Reuse, Bojen oder kleine Boote zu verankern. Er setzt sich zusammen aus dem Zimmermannsstek und einem Halben Schlag. Der Stek ist identisch mit dem Balkenstek.

## Alternativen
- Beim Fixieren des Seils an einem festen Gegenstand wie einem Mast oder einem Baum, wird eine höhere Knotenfestigkeit erzielt, indem das Seil mehrmals um das Objekt gewickelt und dann gesichert wird.
- In der Schifffahrt wird die Festmacherleine mit dem Webeleinenstek am Pfahl befestigt und zusätzlich meist mit halben Schlägen gesichert.